# エジプトガン属
エジプトガン属（エジプトガンぞく、学名 Alopochen）は、鳥綱カモ目カモ科に属する属。
学名は、古代ギリシア語でἀλωπός・χήν (狐・雁）の由来。

## 分布
アフリカ大陸

## 分類
以下の分類・英名は、HBW and BirdLife International Illustrated Checklist of the Birds of the Worldに従う。和名は、黒田長久（1980年）による。
- Alopochen aegyptiaca エジプトガン Egyptian goose LC IUCN
- †Alopochen mauritiana Mauritius shelduck EX IUCN （モーリシャス[7]）
- †Alopochen kervazoi Reunion shelduck EX IUCN （レユニオン[7]）
- †Alopochen sirabensis Sirabe shelduck （マダガスカル[7]）